# Jésus Seba
Pour les articles homonymes, voir Séba.
Jesús Seba Hernández (né le 11 avril 1974 à Saragosse) est un footballeur espagnol.

## Palmarès
- Coupe d'Espagne : 1994